# Новоивановка (Криворожский городской совет)
Новоивановка (укр. Новоіванівка) — село,
Криворожский городской совет,
Днепропетровская область,
Украина.
Код КОАТУУ — 1211090007. Население по переписи 2001 года составляло 690 человек .

## Географическое положение
Село Новоивановка находится на левом берегу реки Саксагань в верховье Крэсовского водохранилища,
выше по течению на расстоянии в 0,5 км расположено село Терноватый Кут,
ниже по течению на расстоянии в 5,5 км и
на противоположном берегу — город Кривой Рог.
Рядом проходят автомобильная дорога Т-0434 и
железная дорога, станция Саксагань в 4,5 км.